# Josep Maria Jansà Guardiola
Josep Maria Jansà Guardiola (Reus, 18 de juliol de 1901 - Maó, 1 d'agost de 1994) va ser un meteoròleg català.
Va iniciar el batxillerat a Reus, on el seu pare, també reusenc, Josep Jansà Capdevila, era catedràtic de matemàtiques. Quan el pare va ser destinat a l'Institut General i Tècnic de Maó, a Menorca, el 1915, per cobrir allí la càtedra de matemàtiques, Josep Maria Jansà hi acabà el batxillerat amb premi extraordinari. El 1926 es va llicenciar a Barcelona en Ciències Físiques, que havia estudiat per lliure degut a problemes de salut. Aquell any entra a treballar de professor interí a l'Institut de Maó i s'inicia en meteorologia a l'Observatori de la Base Naval de Maó. El 1929 entra de funcionari a l'observatori de la Base Naval. El 1934, ja meteoròleg facultatiu, és nomenat cap del Centre Meteorològic de les Balears, situat a Maó. Durant la guerra civil, Jansà, de família catòlica conservadora, s'amagà, però un germà seu va ser afusellat pels republicans. A començaments de 1938 se'l va localitzar per part dels comandaments republicans que governaven l'illa, i va reorganitzar els serveis meteorològics per a donar suport a l'aviació, no només a la militar, sinó als avions comercials francesos que feien la ruta Marsella-Alger. Després d'una depuració per part dels franquistes, el 1940, el Servicio Meteorológico Nacional espanyol (SMN) traslladà el Centre de Maó a Palma, i Jansà se n'hi va anar en qualitat de cap. L'etapa mallorquina durarà fins al 1966, quan el van nomenar sots-director de l'SMN, amb seu a Madrid, on es va traslladar amb tota la família, i després cap de l'Oficina Central. Abans, el 1947, amb una tesi de meteorologia teòrica s'havia doctorat en físiques per la Universitat de Madrid. La seva llarga labor docent, començada a Maó, va seguir a Madrid, on va tenir la càtedra de climatologia a la seva universitat, que deixà el 1971, quan es va jubilar. Tornat a Menorca, morí a Maó als noranta-tres anys.
L'obra de Jansà, entre llibres, articles, comentaris, etc., és molt extensa, i l'acredita com el més prolífic i polifacètic dels meteoròlegs científics de l'estat espanyol. És una obra que estudia amb profunditat la meteorologia de la Mediterrània, que ell coneixia millor que ningú, com li va confessar, el 1952, el doctor Fontserè mateix.